# Río Molino
Río Molino är en ort i Mexiko.   Den ligger i kommunen San Sebastián Río Hondo och delstaten Oaxaca, i den sydöstra delen av landet, 500 km sydost om huvudstaden Mexico City. Río Molino ligger 2 273 meter över havet och antalet invånare är 155.
Terrängen runt Río Molino är huvudsakligen kuperad, men åt sydväst är den bergig. Runt Río Molino är det glesbefolkat, med 18 invånare per kvadratkilometer. Närmaste större samhälle är Miahuatlán de Porfirio Díaz, 19,3 km nordväst om Río Molino. I omgivningarna runt Río Molino växer i huvudsak blandskog.